# ويليام روس (مجدف)
ويليام روس (بالإنجليزية: William Ross)‏ (29 يوليو 1900 - 14 يونيو 1992)، مجدف كندي ولد في أكتون، أونتاريو. شارك في دورة الألعاب الأولمبية الصيفية لعام 1928. في عام 1928 حصل على الميدالية البرونزية كعضو في القارب الكندي في مسابقة الثماني. كما شارك في ألعاب الإمبراطورية البريطانية عام 1930.

## روابط خارجية
- ويليام روس على موقع الاتحاد الدولي للتجديف (الإنجليزية)
- ويليام روس على موقع اللجنة الأولمبية الدولية (الإنجليزية)
- ويليام روس على موقع أوليمبيديا (الإنجليزية)